# Chakchaki
Chakchaki (nep. चकचकी) – gaun wikas samiti we wschodniej części Nepalu w strefie Meći w dystrykcie Jhapa. Według nepalskiego spisu powszechnego z 2001 roku liczył on 1859 gospodarstw domowych i 9676 mieszkańców (4960 kobiet i 4716 mężczyzn).